# Temporada 1976 de la NFL
La Temporada 1976 de la NFL fue la 57.ª en la historia de la NFL. El año 1976 fue también el Bicentenario de los Estados Unidos a pesar de ello, la NFL no emitió ningún parche para conmemorar tal evento. Los Dallas Cowboys hicieron modificar su casco (rojo, blanco y rayas azules) y fueron el único equipo de la NFL en reconocer este hecho.
La liga se amplió a 28 equipos con la adición de los Seattle Seahawks y los Tampa Bay Buccaneers. Así se cumplió una de las condiciones acordadas en 1966 para la fusión en 1970, que abogó para que la liga ampliara a 28 equipos en 1970 o poco después.
Solo por esta temporada, los Seahawks jugaron en la NFC Oeste, mientras que los Buccaneers jugaron en la AFC Oeste. Los Seahawks volverían a la NFC Oeste con la realineación en la temporada de 2002. Los Buccaneers habrían establecido un récord de futilidad, convirtiéndose en el primer equipo de la NFL en terminar una temporada de 0-14. Los Buccaneers se tienen la peor racha de derrotas consecutivas tras perder sus primeros 26 juegos como franquicia antes de finalmente ganar contra los New Orleans Saints y St. Louis Cardinals para terminar la temporada 1977 con un récord de 2-12.
Los New York Giants finalmente abrieron el nuevo Giants Stadium después de pasar 2 temporadas en el Yale Bowl y una temporada en el Shea Stadium.
La temporada finalizó con el Super Bowl XI, cuando los Oakland Raiders vencieron a los Minnesota Vikings en el Rose Bowl, Pasadena, California por 32 a 14 el 9 de enero de 1977.

## Carrera Divisional
Los dos equipos de expansión, Tampa Bay y Seattle solo participaron contra equipos de la misma conferencia. Los otros equipos de la NFL jugaron una serie de ida y vuelta en contra de los otros miembros de su división, dos o tres juegos inter-conferencia, y el resto de su calendario de 14 juegos contra otros equipos de la Conferencia. Tampa Bay cambió a la AFC y jugó con los otros 13 miembros de la conferencia, mientras que Seattle hizo lo mismo en la NFC. Ambos equipos se enfrentaron el 17 de octubre en la semana seis, con victoria de Seattle por 13-10 en el Tampa Stadium.
Desde 1970 hasta el 2001, a excepción de la temporada acortada por la huelga de 1982, había tres divisiones (Este, Central y Oeste) en cada conferencia. Los ganadores de cada división, y un cuarto equipo "comodín" se clasificaban para los playoffs. Las reglas de desempate se basaron en enfrentamientos directos, seguido de los registros de división, los registros de oponentes comunes, y juego de conferencia.

### Conferencia Nacional
| Semana | Este       |        | Central    |        | Oeste         |        | WildCard    |        |
| ------ | ---------- | ------ | ---------- | ------ | ------------- | ------ | ----------- | ------ |
| 1      | 3 equipos  | 1-0-0  | (Chi, Min) | 1-0-0  | (LA, SF)      | 1-0-0  | 4 equipos   | 1-0-0  |
| 2      | 3 equipos  | 2-0-0  | Chicago    | 2-0-0  | Los Angeles   | 1-0-1  | 2 equipos   | 2-0-0  |
| 3      | (Dal, Was) | 3-0-0  | Minnesota  | 2-0-1  | Los Angeles   | 2-0-1  | (Dal Was)   | 3-0-0  |
| 4      | Dallas     | 4-0-0  | Minnesota  | 3-0-1  | Los Angeles   | 3-0-1  | St. Louis*  | 3-1-0  |
| 5      | Dallas     | 5-0-0  | Minnesota  | 4-0-1  | San Francisco | 4-1-0  | St. Louis   | 4-1-0  |
| 6      | St. Louis* | 5-1-0  | Minnesota  | 5-0-1  | San Francisco | 5-1-0  | Dallas      | 5-1-0  |
| 7      | Dallas     | 6-1-0  | Minnesota  | 6-0-1  | San Francisco | 6-1-0  | Los Angeles | 5-1-1  |
| 8      | Dallas     | 7-1-0  | Minnesota  | 6-1-1  | Los Angeles   | 6-1-1  | St. Louis*  | 6-2-0  |
| 9      | Dallas     | 8-1-0  | Minnesota  | 7-1-1  | Los Angeles   | 6-2-1  | St. Louis   | 7-2-0  |
| 10     | Dallas     | 9-1-0  | Minnesota  | 8-1-1  | Los Angeles   | 6-3-1  | St. Louis   | 8-2-0  |
| 11     | Dallas     | 9-2-0  | Minnesota  | 9-1-1  | Los Angeles   | 7-3-1  | St. Louis   | 8-3-0  |
| 12     | Dallas     | 10-2-0 | Minnesota  | 9-2-1  | Los Angeles   | 8-3-1  | Washington* | 8-4-0  |
| 13     | Dallas     | 11-2-0 | Minnesota  | 10-2-1 | Los Angeles   | 9-3-1  | Washington* | 9-4-0  |
| 14     | Dallas     | 11-3-0 | Minnesota  | 11-2-1 | Los Angeles   | 10-3-1 | Washington  | 10-4-0 |

### Conferencia Americana
| Semana | Este       |        | Central     |        | Oeste      |        | WildCard     |        |
| ------ | ---------- | ------ | ----------- | ------ | ---------- | ------ | ------------ | ------ |
| 1      | (Bal, Mia) | 1-0-0  | 3 equipos   | 1-0-0  | (Oak, SD)  | 1-0-0  | 4 equipos    | 1-0-0  |
| 2      | Baltimore  | 2-0-0  | Houston     | 2-0-0  | (Den, Oak) | 2-0-0  | 2 equipos    | 2-0-0  |
| 3      | Miami*     | 2-1-0  | Houston*    | 2-1-0  | (Oak, SD)  | 3-0-0  | 5 equipos    | 2-1-0  |
| 4      | Baltimore* | 3-1-0  | Cincinnati* | 3-1-0  | (Den, Oak) | 3-1-0  | 3 equipos*   | 3-1-0  |
| 5      | Baltimore  | 4-1-0  | Cincinnati* | 4-1-0  | Oakland    | 4-1-0  | Houston      | 4-1-0  |
| 6      | Baltimore  | 5-1-0  | Cincinnati* | 4-2-0  | Oakland    | 5-1-0  | New England* | 4-2-0  |
| 7      | Baltimore  | 6-1-0  | Cincinnati  | 5-2-0  | Oakland    | 6-1-0  | New England  | 5-2-0  |
| 8      | Baltimore  | 7-1-0  | Cincinnati  | 6-2-0  | Oakland    | 7-1-0  | New England  | 5-3-0  |
| 9      | Baltimore  | 8-1-0  | Cincinnati  | 7-2-0  | Oakland    | 8-1-0  | New England  | 6-3-0  |
| 10     | Baltimore  | 8-2-0  | Cincinnati  | 8-2-0  | Oakland    | 9-1-0  | New England  | 7-3-0  |
| 11     | Baltimore  | 9-2-0  | Cincinnati  | 9-2-0  | Oakland    | 10-1-0 | New England  | 8-3-0  |
| 12     | Baltimore  | 10-2-0 | Cincinnati  | 9-3-0  | Oakland    | 11-1-0 | New England  | 9-3-0  |
| 13     | Baltimore* | 10-3-0 | Cincinnati* | 9-4-0  | Oakland    | 12-1-0 | New England* | 10-3-0 |
| 14     | Baltimore  | 11-3-0 | Pittsburgh  | 10-4-0 | Oakland    | 13-1-0 | New England  | 11-3-0 |

## Temporada regular
V = Victorias, D = Derrotas, E = Empates, CTE = Cociente de victorias [V+(E/2)]/(V+D+E), PF= Puntos a favor, PC = Puntos en contra
| Clasificado para los playoffs |

| Baltimore Colts(2)      | 11 | 3  | 0 | .786 | 417 | 246 |
| New England Patriots(4) | 11 | 3  | 0 | .786 | 376 | 236 |
| Miami Dolphins          | 6  | 8  | 0 | .429 | 263 | 264 |
| New York Jets           | 3  | 11 | 0 | .214 | 169 | 383 |
| Buffalo Bills           | 2  | 12 | 0 | .143 | 245 | 363 |

| Pittsburgh Steelers(3) | 10 | 4 | 0 | .714 | 342 | 138 |
| Cincinnati Bengals     | 10 | 4 | 0 | .714 | 335 | 210 |
| Cleveland Browns       | 9  | 5 | 0 | .643 | 267 | 287 |
| Houston Oilers         | 5  | 9 | 0 | .357 | 222 | 273 |

| Oakland Raiders(1)   | 13 | 1  | 0 | .929 | 350 | 237 |
| Denver Broncos       | 9  | 5  | 0 | .643 | 315 | 206 |
| San Diego Chargers   | 6  | 8  | 0 | .429 | 248 | 285 |
| Kansas City Chiefs   | 5  | 9  | 0 | .357 | 290 | 376 |
| Tampa Bay Buccaneers | 0  | 14 | 0 | .000 | 125 | 412 |

| Dallas Cowboys(2)      | 11 | 3  | 0 | .786 | 296 | 194 |
| Washington Redskins(4) | 10 | 4  | 0 | .714 | 291 | 217 |
| St. Louis Cardinals    | 10 | 4  | 0 | .714 | 309 | 267 |
| Philadelphia Eagles    | 4  | 10 | 0 | .286 | 165 | 286 |
| New York Giants        | 3  | 11 | 0 | .214 | 170 | 250 |

| Minnesota Vikings(1) | 11 | 2 | 1 | .821 | 305 | 176 |
| Chicago Bears        | 7  | 7 | 0 | .500 | 253 | 216 |
| Detroit Lions        | 6  | 8 | 0 | .429 | 262 | 220 |
| Green Bay Packers    | 5  | 9 | 0 | .357 | 218 | 299 |

| Los Angeles Rams(3) | 10 | 3  | 1 | .750 | 351 | 190 |
| San Francisco 49ers | 8  | 6  | 0 | .571 | 270 | 190 |
| Atlanta Falcons     | 4  | 10 | 0 | .286 | 172 | 312 |
| New Orleans Saints  | 4  | 10 | 0 | .286 | 253 | 346 |
| Seattle Seahawks    | 2  | 12 | 0 | .143 | 229 | 429 |

### Desempates
- Baltimore finalizó por delante de New England en la AFC Este basado en un mejor registro de división (7–1 contra 6–2 de los Patriots).
- Pittsburgh finalizó por delante de Cincinnati en la AFC Central basado en victorias en enfrentamientos directos (2–0).
- Washington finalizó por delante de St. Louis en la NFC Este basado en victorias en enfrentamientos directos (2–0).
- Atlanta finalizó por delante de New Orleans en la NFC Oeste basado en un mejor registro de división (2–4 contra 1–5 de los Saints).

## Postemporada
|  | Ronda Divisional                 | Ronda Divisional          | Ronda Divisional          |                                  |             | Finales de Conferencia | Finales de Conferencia | Finales de Conferencia |                      |               | Super Bowl    | Super Bowl    | Super Bowl |  |  |
|  |                                  |                           |                           |                                  |             |                        |                        |                        |                      |               |               |               |            |  |  |
|  |                                  |                           |                           |                                  |             |                        |                        |                        |                      |               |               |               |            |  |  |
|  | 19 de Dic – Memorial Stadium     |                           |                           |                                  |             |                        |                        |                        |                      |               |               |               |            |  |  |
|  | 3                                | Pittsburgh                | 40                        |                                  |             |                        |                        |                        |                      |               |               |               |            |  |  |
|  | 3                                | Pittsburgh                | 40                        | 26 de Dic - Oakland Coliseum     |             |                        |                        |                        |                      |               |               |               |            |  |  |
|  | 2                                | Baltimore                 | 14                        |                                  |             |                        |                        |                        |                      |               |               |               |            |  |  |
|  | 2                                | Baltimore                 | 14                        |                                  | 3           | Pittsburgh             | 7                      |                        |                      |               |               |               |            |  |  |
|  | 18 de Dic - Oakland Coliseum     |                           |                           |                                  | 3           | Pittsburgh             | 7                      |                        |                      |               |               |               |            |  |  |
|  |                                  | 1                         | Oakland                   | 24                               |             |                        |                        |                        |                      |               |               |               |            |  |  |
|  | 4                                | 1                         | Oakland                   | 24                               | New England | 21                     |                        |                        |                      |               |               |               |            |  |  |
|  | 4                                | Campeonato de la AFC      |                           |                                  | New England | 21                     |                        |                        |                      |               |               |               |            |  |  |
|  | 1                                | Oakland                   | 24                        |                                  |             |                        | 9 de Ene - Rose Bowl   | 9 de Ene - Rose Bowl   | 9 de Ene - Rose Bowl |               |               |               |            |  |  |
|  | 1                                | Oakland                   | 24                        |                                  |             |                        | 9 de Ene - Rose Bowl   | 9 de Ene - Rose Bowl   | 9 de Ene - Rose Bowl |               |               |               |            |  |  |
|  |                                  |                           |                           |                                  |             |                        |                        |                        |                      | A1            | Oakland       | 32            |            |  |  |
|  | 19 de Dic – Texas Stadium        | 19 de Dic – Texas Stadium | 19 de Dic – Texas Stadium |                                  |             |                        |                        |                        |                      | N1            | Minnesota     | 14            |            |  |  |
|  | 3                                | Los Angeles               | 14                        |                                  |             |                        |                        |                        |                      | Super Bowl XI | Super Bowl XI | Super Bowl XI |            |  |  |
|  | 3                                | Los Angeles               | 14                        | 26 de Dic - Metropolitan Stadium |             |                        |                        |                        |                      | Super Bowl XI | Super Bowl XI | Super Bowl XI |            |  |  |
|  | 2                                | Dallas                    | 12                        |                                  |             |                        |                        |                        |                      |               |               |               |            |  |  |
|  | 2                                | Dallas                    | 12                        |                                  | 3           | Los Angeles            | 13                     |                        |                      |               |               |               |            |  |  |
|  | 18 de Dic – Metropolitan Stadium |                           |                           |                                  | 3           | Los Angeles            | 13                     |                        |                      |               |               |               |            |  |  |
|  |                                  | 1                         | Minnesota                 | 24                               |             |                        |                        |                        |                      |               |               |               |            |  |  |
|  | 4                                | 1                         | Minnesota                 | 24                               | Washington  | 20                     |                        |                        |                      |               |               |               |            |  |  |
|  | 4                                | Campeonato de la NFC      |                           |                                  | Washington  | 20                     |                        |                        |                      |               |               |               |            |  |  |
|  | 1                                | Minnesota                 | 35                        |                                  |             |                        |                        |                        |                      |               |               |               |            |  |  |
|  | 1                                | Minnesota                 | 35                        |                                  |             |                        |                        |                        |                      |               |               |               |            |  |  |

La letra negrita indica el equipo ganador.

## Premios anuales
Al final de temporada se entregan diferentes premios reconociendo el valor del jugador durante la temporada entera.
| Premio                     | Ganador          | Posición      | Equipo              |
| -------------------------- | ---------------- | ------------- | ------------------- |
| Jugador más valioso        | Bert Jones       | Quarterback   | Baltimore Colts     |
| Jugador ofensivo del año   | Bert Jones       | Quarterback   | Baltimore Colts     |
| Jugador defensivo del año  | Jack Lambert     | Linebacker    | Pittsburgh Steelers |
| Entrenador del año         | Forrest Gregg    | Head Coach    | Cleveland Browns    |
| Novato ofensivo del año    | Sammy White      | Wide receiver | Minnesota Vikings   |
| Novato defensivo del año   | Mike Haynes      | Cornerback    | New England         |
| Regreso del año            | Greg Landry      | Quarterback   | Detroit Lions       |
| Hombre del Año             | Franco Harris    | Running back  | Pittsburgh Steelers |
| Jugador más valioso del SB | Fred Biletnikoff | Wide receiver | Dallas Cowboys      |